# پونته آراندا
پونته آراندا (به اسپانیایی: Puente Aranda) یک منطقهٔ مسکونی در کلمبیا است که در بوگوتا واقع شده‌است. پونته آراندا ۱۷٫۳۱ کیلومتر مربع مساحت و ۲۵۰٬۷۱۵ نفر جمعیت دارد و ۲٬۶۰۰ متر بالاتر از سطح دریا واقع شده‌است.